# Ryd, Linköping
För andra betydelser, se Ryd.

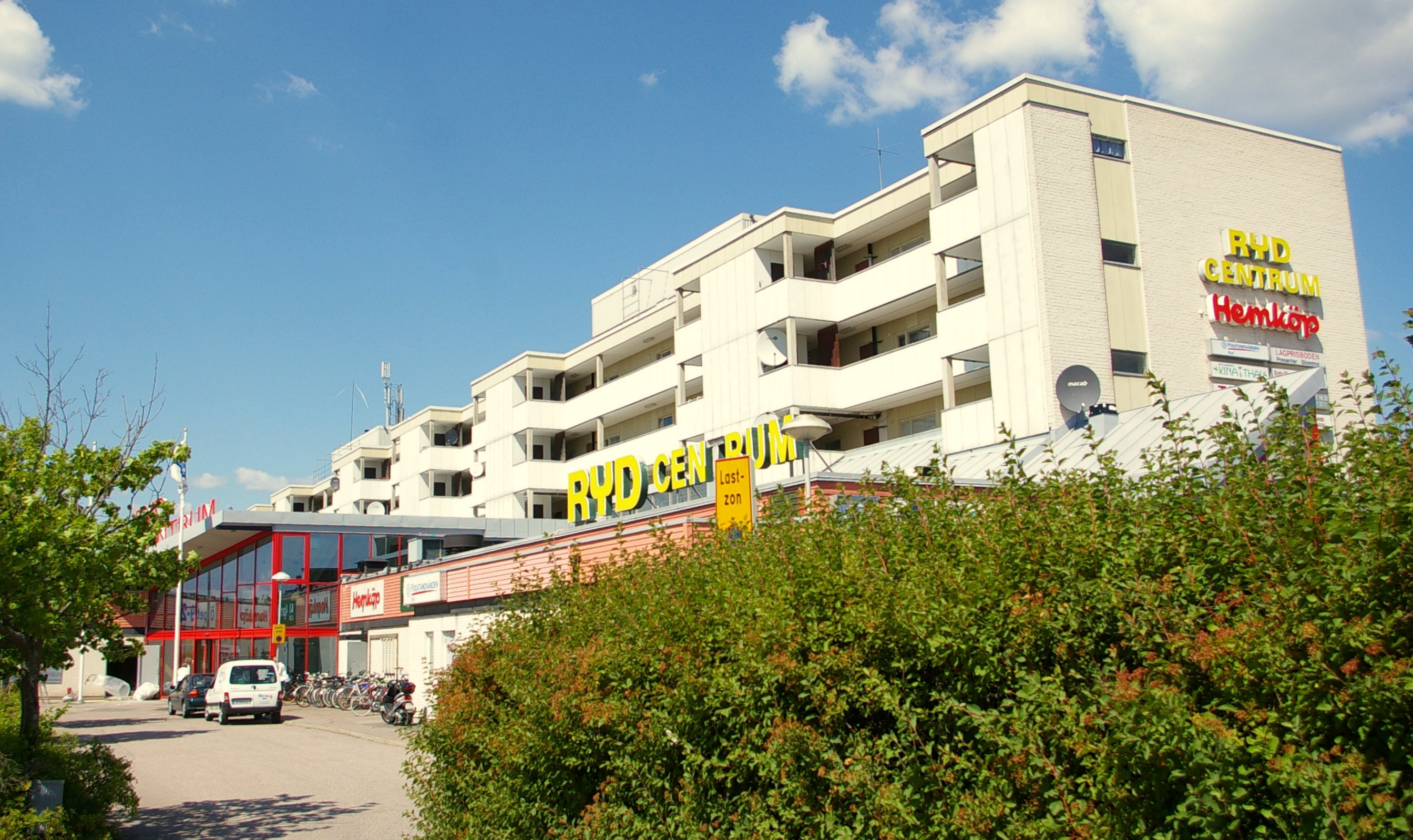
Ryd centrum innan renoveringen

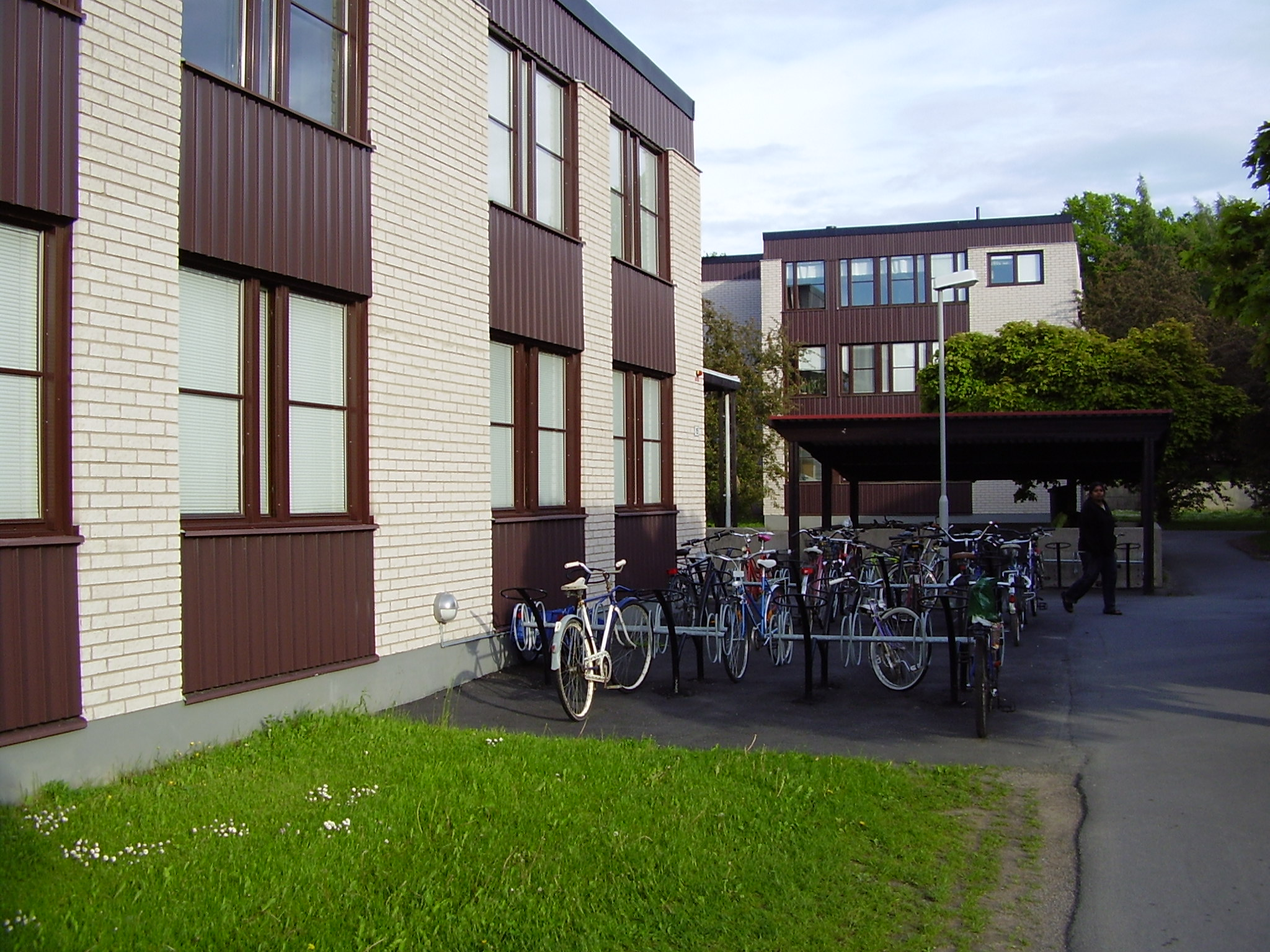
Studentlägenheter i Ryd, delområde F.

Ryd är en stadsdel i Linköping som ligger väster om Linköpings centrum och som planerades och bebyggdes under åren 1966-1971. Ryd är den stadsdel i Linköping där det bor flest studenter. Den fick namn efter Ryds gård, på vars ägor den byggdes. Ryds Herrgård, det vill säga gårdens mangårdsbyggnad, används idag som uteställe för stadens studenter. Gårdens forna sädesmagasin, en timmerbyggnad från 1700-talet, är idag Mikaelskyrkan, som är församlingskyrka för Linköpings Ryds församling.

## Historia
Linköping var fram till 1960-talet en till ytan relativt liten stad. På grund av stadens expansion beslutade Linköpings kommun 1961 att köpa upp gårdar runt staden där man kunde tänka sig att expandera staden. Dit hörde gården Ryd.
Dispositionsplanen för stadsdelen Ryd utarbetades av Vattenbyggnadsbyrån, Stockholm (VBB) 1964. Såväl stadsplan som byggnadsritningar skapades av Erik och Henry Andersson från arkitektfirman Arton.
Planen var en stadsdel för cirka 10 000 invånare och självförsörjande med avseende på grundskola, butiker och allmänna serviceanläggningar. Området byggdes som en grannskapsenhet.
Ryd byggdes under åren 1966-1973, det vill säga under miljonprogrammet då 1 006 000 lägenheter byggdes i Sverige mellan åren 1965 och 1974. Målet med miljonprogrammet var att bygga en miljon bostäder på 10 år, vilket också lyckades.
Området, som byggdes av BPA AB, kom att byggas med betydligt lägre kostnader än andra liknande områden, något som uppmärksammades av rikspressen.
Ryd är idag, tillsammans med Berga och Skäggetorp, en av de stadsdelar i Linköping som har störst andel personer med utländsk bakgrund. I Ryd har 55,8% (2022) av befolkningen utländsk bakgrund; 42,7% (2022) är utrikes födda.

## Skolor
Centralt i området ligger Nya Rydsskolan, en F-6-skola med grundsärskola. Skolan var en ren högstadieskola när den invigdes höstterminen 1977. Från 00-talet hade skolan en fotbollsprofil. Efter en omfattande renovering nyinvigdes skolan i februari 2012 som en F-6-skola för 450 elever. I samband med detta ändrades namnet till Nya Rydsskolan.
I områdets norra del finns Björnkärrskolan, en F-6-skola för 175 elever.
Tidigare fanns också låg- och mellanstadieskolan Solhagaskolan (nedlagd 2009 och riven) samt låg- och mellanstadieskolan Alsättersskolan, numera vårdcentral.

## Områden i Ryd
Runt större delen av Ryd löper Rydsvägen. Det är endast Ryd A som ej omsluts av Rydsvägen, här utgör istället Glyttingevägen dess norra gräns. Mellan Ryd och grannstadsdelen i öster, Gottfridsberg, ligger ett skogsparti, Rydskogen, som inrymmer motionsslingor.

### Centrum
Ryd har ett stadsdelscentrum med bland annat (2009) livsmedelsbutik (Hemköp), konditori, tobaksaffär, pizzeria, apotek och asiatisk restaurang samt bibliotek. I samband med en större renovering av centrumets bostadshus 2016-2017 omvandlades det till 55+-boende.  Öster om Centrum finns föreningslokaler och fritidsgård.

### Ryd A

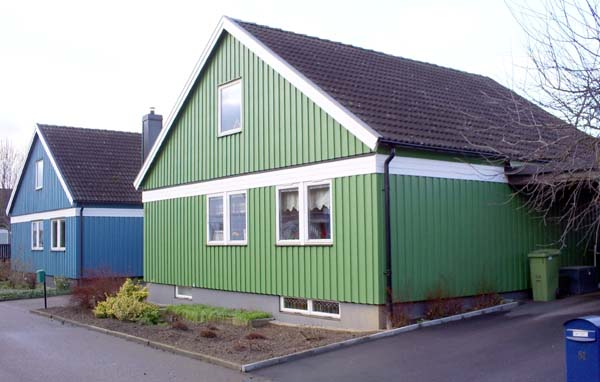
KB-villor i Ryd A.

Ryd A utgörs av villaområdet norr om Rydsvägen och detta område kallas ofta för Villaryd. Det finns två olika delar av Ryd A. I den östra delen ligger kedjehus, så kallade KB-villor, som byggdes av Kvissberg & Bäckström AB, Linköping. Övriga hus i västra delen uppfördes i egen regi.
Gatorna i Ryd A är uppkallade efter författare med östgötsk anknytning:
| Gata             | Författare                  | Levnadsår |
| ---------------- | --------------------------- | --------- |
| Atterboms gata   | Per Daniel Amadeus Atterbom | 1790-1855 |
| Ellen Keys gata  | Ellen Key                   | 1849-1926 |
| Hedborns gata    | Samuel Johan Hedborn        | 1783-1849 |
| Heidenstams gata | Verner von Heidenstam       | 1859-1940 |
| Leopolds gata    | Carl Gustaf af Leopold      | 1756-1829 |
| Palmaers gata    | Henrik Bernhard Palmær      | 1801-1854 |

I Ryd A ligger även en skola, Björnkärrsskolan, samt en servicebutik och pizzeria. Norr om Ryd A, på andra sidan järnvägen, ligger en badanläggning, Glyttingebadet som öppnade på nytt sommaren 2016, samt en campingplats.

### Ryd B
Ryd B ligger i Ryds östra del, mellan Björnkärrsgatan och Rydsskogen, öster om delområde E. Husen här består av källarlösa tvåvåningshus på hela bottenplattor. Byggherre för området var Stångåstaden AB. Mellan Ryd B och Ryd C ligger stora grönytor och flera fotbollsplaner. 
Adresser för området är Rydsvägen 264-408.

### Ryd C

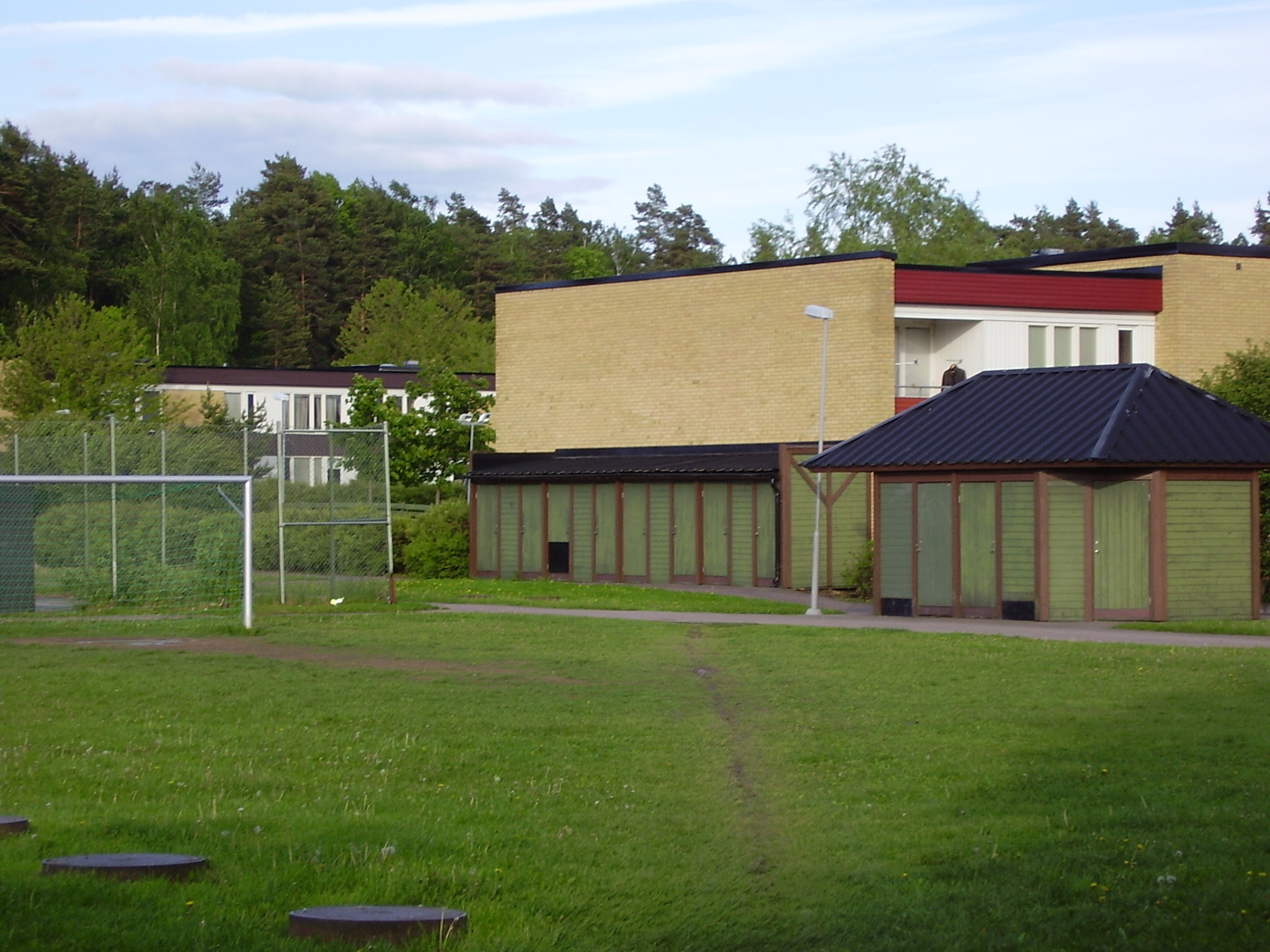
Ryd, delområde C.

Ryd C är området i Ryds sydöstra del. Det ligger öster om Ryds Allé fram till Rydsskogen. Byggherre för detta område var Stångåstaden AB. Mellan Ryd C och Vallarondellen ligger en snabbmatsrestauran och två bemannade bensinstationer för självbetjäning. Här låg 1971-2022 gatuköket Snoddas (uppkallat efter sångaren Gösta Snoddas Nordgren). 
Under 2017 sålde Stångåstaden området till Heimstaden.
Under första halvan av 2020-talet byggdes i området 4 nya punkthus under namnet Parklunden på mark som tidigare varit parkeringar.
Adresser är Rydsvägen 2-90, samt Ryds Allé jämna nummer.

### Ryd D
Ryd D är området väster om Ryds centrum. Byggherre för detta område var Stångåstaden AB. I detta område ligger Ryds vårdcentral.

### Ryd E
Ryd E utgörs av studentlägenheter och ligger norr om Ryds centrum. Byggherre för området var Stångåstaden AB.
I början av 1990-talet rådde det stor brist på studentlägenheter i Linköping. Korridorshusen i Studentryd byggdes då på med en våning med 1-rumslägenheter för studenter. Bygget tog cirka ett år och var till stor olägenhet för de boende. En studentaktion mot påbyggnaden hade slagordet "Rör inte mitt tak".

### Ryd F
Ryd F är studentlägenheterna på Ryds allé (udda nummer) som ligger väster om Ryds allé jämna och söder om Ryds centrum. Byggherre för dessa var Stångåstaden AB. Under 2017 sålde Stångåstaden området till Heimstaden.
Väster om studentlägenheterna ligger en bensinstation, ett hotell (Scandic) samt ett gatukök.

## Studenter i Ryd
I Ryd finns studentlägenheter i Ryd E och Ryd F. Bland studenter förekommer en uppdelning av Ryd i "Studentryd" och "Människoryd". Studentryd är den del av Ryd som består av studentlägenheter och studentkorridorer, vilket huvudsakligen är Ryd E och F (se ovan). Människoryd är resten.

## Gränsande stadsdelar
Ryd gränsar till stadsdelarna Skäggetorp, Gottfridsberg, Västra Valla, och Mjärdevi.

## Kommunikationer
Ryd har kommunikationer med Linköpings Centrum genom Östgötatrafikens stadsbusslinjer. Cyklister har expresscykelstråk från Ryd till centrum på Cykellänken. 
Ryd har även bra kommunikationer för bilister som når Linköpings centrala delar via Malmslättsvägen eller Industrigatan, vilka båda ansluter till Vallarondellen. Ut från staden passerar motorvägen på Riksväg 34 som ansluter E4 samt fortsätter som motortrafikled mot Motala.

### Befolkningsutveckling
Antalet invånare den 31 december 2022 var 9 286 personer. Ryd beräknas ha 9 413 invånare 2025 och 9 361 invånare 2030.
| Befolkningsutvecklingen i Ryd 1980–2013 | Befolkningsutvecklingen i Ryd 1980–2013 | Befolkningsutvecklingen i Ryd 1980–2013 | Befolkningsutvecklingen i Ryd 1980–2013 | Befolkningsutvecklingen i Ryd 1980–2013 |
| --------------------------------------- | --------------------------------------- | --------------------------------------- | --------------------------------------- | --------------------------------------- |
|                                         |                                         |                                         |                                         |                                         |
| År                                      |                                         |                                         | Folkmängd                               |                                         |
| 1980                                    | 1980                                    |                                         | 7 337                                   |                                         |
| 1990                                    | 1990                                    |                                         | 7 120                                   |                                         |
| 2000                                    | 2000                                    |                                         | 7 751                                   |                                         |
| 2010                                    | 2010                                    |                                         | 8 816                                   |                                         |
| 2020                                    | 2020                                    |                                         | 9 327                                   |                                         |
|                                         |                                         |                                         |                                         |                                         |